# 圣索沃尔德日内斯图
圣索沃尔-德日内斯图（法語：Saint-Sauveur-de-Ginestoux，法語發音：[sɛ̃ sovœʁ də ʒinɛstu]）是法国洛泽尔省的一个市镇，属于芒德区。

## 地理
圣索沃尔-德日内斯图（44°42'17"N, 3°36'21"E）面积22.14 平方千米，位于法国奧克西塔尼大區洛泽尔省，该省份为法国南部内陆省份，北起上盧瓦爾省和康塔爾省，西接阿韦龙省，南至加尔省，东临阿尔代什省。
与圣索沃尔-德日内斯图接壤的市镇（或旧市镇、城区）包括：拉帕努斯、格朗里约、圣让拉富尤斯、阿尔藏克德朗东、蒙德朗东。
圣索沃尔-德日内斯图的时区为UTC+01:00、UTC+02:00（夏令时）。

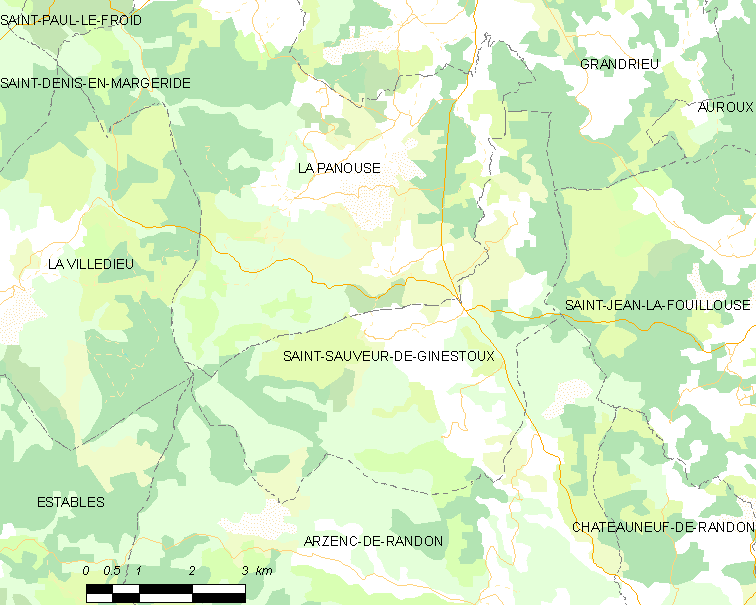
圣索沃尔-德日内斯图的OSM定位图

## 行政
圣索沃尔-德日内斯图的邮政编码为48170，INSEE市镇编码为48182。

## 政治
圣索沃尔-德日内斯图所属的省级选区为格朗里约县。

## 人口

1962-2008年间圣索沃尔-德日内斯图人口变化图示

圣索沃尔-德日内斯图于2022年1月1日时的人口数量为60人。